# Подорожній палац (Твер)
Подоро́жній пала́ц (рос. Путевой дворец) — один з найкращих зразків архітектури доби класицизму в російській провінції, перебудований і збережений донині.

## Історія створення
Місто Твер розташоване на колишньому імператорському шляху від Петербурга до Москви. Царський кортеж зупинявся тут, іноді на декілька днів.
1763 року пожежа знищила центральну частину Твері, здебільшого дерев'яного тоді міста. За наказом нової імператриці Катерини II була створена ціла «архітекторська команда» під керівництвом П. Р. Нікітіна, метою котрої була перебудова центру міста в камені на засадах регулярного плану. Головною частиною плану була довга осьова Мільйонна вулиця (тепер Радянська), яка отримала таку назву через один мільйон рублів, витрачених з царської казни на будівництво кам'яних будинків в центрі міста. Був тут також і «версальський тризуб», трипроменева композиція вулиць, що сходились в одному пункті. Первісно цю композицію створили в Римі, а використали у Версалі та в Петербурзі. Так, нищівна пожежа і необхідність мати безпечне і зручне помешкання сприяли створенню в провінційному місті подорожнього палацу столичного зразка.
Автор первісного проекту невідомий. За залучення до будівництва московського архітектора Казакова Матвія Федоровича (1738–1812) схильні вважати, що він також причетний до створення проекту споруди та його реального втілення. Палац мав П-подібний план, курдонер якого створювали два одноповерхові флігелі, що закінчувались двома купольними павільйонами. За палацом створили сад бароко.

## Перебудови XIX століття
1809 року в Твері був створений Комітет з благоустрою міста. Сюди перевели з Петербурга талановитого архітектора Карло Россі. За його проектами в Твері вибудували собор Різдва Христового, житлові будинки на набережній та в центрі міста. Россі також доручили перебудову Подорожнього палацу, бо в місто перебралася на житло сестра російського імператора Олександра I, Катерина Павлівна. Чоловік Катерини Павлівни, принц Ольденбурзький, був тверським губернатором та губернатором Новгородським та Ярославським. Тому вельможній родині, що обрала Твер власною резиденцією і звиклої до палацового побуту, знадобилася відповідна статусу пишна резиденція тривалого проживання. Карло Россі з помічниками (Н. Ткачов, З. Дильдін) змінили фасади споруд, удосконалили службові флігелі, площу перед палацом. Наново були декоровані інтер'єри, привезені нові меблі, світильники тощо. Вельможна родина Ольденбурзьких зробила Россі фактично власним надвірним архітектором.

## Опис палацу
За поземним планом — це П-подібний комплекс споруд з парадним двором, облямованим двома бічними корпусами, що закінчувались павільйонами з куполами. Головний і парковий фасад самого палацу прикрасили пілястрами іонічного ордеру. Аттики палацу прикрасили скульптурними групами. Казаковського часу одноповерхові галереї двору Россі надбудував другим поверхом, що надало і без цього масштабній споруді — столичної величі, притаманної палацу уславленого Павловська, палацам садиб Шеремєтева, Розумовського чи Юсупова. Родзинкою споруди став пандус зі скульптурами, що поєднував парадний другий поверх з парком. Пейзажний парк замінив колишній сад бароко і оперезав палац, він пролягав до самого берега річки Волги. Поряд розташували службові корпуси — кавалерський, конюший, кухонний. Перспективи на палац створювали навколишні майдани між палацом і собором, палацом і будівлею семінарії тощо. Набережну Волги «одягли в камінь».

## Побутування споруди
Нудьгуюча принцеса перетворила перебудований палац в один з центрів світського життя та модний літературний салон. Серед візитерів вельможної родини — російський письменник Карамзін Микола Михайлович (1766–1826).
В 1864 році палац делікатно добудував архітектор А. И. Резанов, стилістика якого нічим не відрізнялась від стилю уславлених попередників. За часів СРСР був знищений пандус зі скульптурами, що поєднував парадний другий поверх з парком. Споруда використовувалась для засідань Ради робітничих та селянських депутатів. Після фашистської навали постраждали палац і практично всі інтер'єри. Відновлена лише архітектура фасадів та зроблено ремонт у 1942–1948 рр.

## Сучасне використання
У Подорожньому палаці розташовані два місцеві музеї: Історико-архітектурний музей та Тверська картинна галерея.